# ألتير 8800
ألتير 8800 (بالإنجليزية: Altair 8800) (سُمي نسبة إلى نجم النسر الطائر) هو حاسوب دقيق صمم عام 1975 وهو يعتمد على معالج إنتل 8080، واليوم يشار إلى ألتير بأنه كان الشرارة الأولى في ثورة الحواسيب الدقيقة.
وكان بيل غيتس وبول ألن قد اتصلا بهنري إدوارد روبرتس بعد رؤية الجهاز «ألتير» على غلاف إحدى المجلات وعرضا عليه وضع برامج للجهاز. وعرف البرنامج باسم «ألتير ـ بيسيك» وأصبح أساس ميكروسوفت.

## تاريخ
قرر إد روبرتس وفورست ميمز وذلك أثناء عملهم في مختبر سلاح الجو في قاعدة كيرتلاند الجوية استخدام معرفتهم في الإلكترونية لإنتاج نموذج صاروخ مصغره للهواة يتم تركيبها. في عام 1969 أسس روبرتس آند ميمز إلى جانب ستان كاجل وروبرت زالر (Micro Mication and Telemetry Systems) في مرآب روبرتس في ألبوكيرك نيو مكسيكو وبدأوا في بيع أجهزة الإرسال اللاسلكي وأدوات الصواريخ.